# Краснюков (хутор)
Краснюков — хутор в Зерноградском районе Ростовской области России.
Входит в состав Красноармейского сельского поселения.

## Население
| 2010 |
| ---- |
| 278  |

## Улицы
На хуторе имеются две улицы: Батуна и Молодёжная.

## Известные уроженцы
- Петров, Николай Александрович (1955—1995) — советский и российский военнослужащий, майор.